# 博比·琼斯 (1951年)
罗伯特·“博比”·琼斯（英語：Robert "Bobby" Jones，1951年12月18日—），生于北卡羅來納州夏洛特，美国男子篮球运动员。鲍比·琼斯是历史上获得NBA官方于1982–83赛季开始设立的“最佳第六人”奖项的第一个运动员，他曾代表美国获得1972年夏季奥运会篮球比赛男子银牌。AIR FORCE 1 最早的六个代言人之一。